# Prochelator litus
Prochelator litus är en kräftdjursart som beskrevs av Robert Raymond Hessler 1970. Prochelator litus ingår i släktet Prochelator och familjen Desmosomatidae. Inga underarter finns listade i Catalogue of Life.